# Agence internationale de l'énergie
Ne doit pas être confondu avec Agence internationale de l'énergie atomique.
Pour les articles homonymes, voir AIE et IEA.
L'Agence internationale de l'énergie (AIE, en anglais International Energy Agency, IEA) est une organisation internationale fondée à l'OCDE en 1974, basée à Paris.
L'AIE est reconnue mondialement pour la publication de son rapport annuel, le World Energy Outlook (WEO), ainsi que ses rapports Energy Technology Perspectives et ses rapports sur les perspectives à moyen terme sur les marchés du pétrole, du gaz naturel, du charbon, et plus récemment des énergies renouvelables et de l'efficacité énergétique.

## Missions
En 2019, ses quatre grandes missions sont :
1. Sécurité énergétique (par la promotion de la diversité, l'efficacité, la flexibilité et la fiabilité des carburants et sources d'énergie) ;
2. Développement économique (par le soutien aux marchés libres, pour favoriser la croissance économique et éliminer la pauvreté énergétique) ;
3. Sensibilisation à l'environnement (en analysant les options politiques permettant de compenser l'impact de la production et de la consommation d'énergie sur l'environnement, en particulier pour lutter contre le changement climatique et la pollution de l'air) ;
4. Engagement mondial (en travaillant en étroite collaboration avec les pays partenaires, notamment les grandes économies émergentes, pour trouver des solutions aux préoccupations énergétiques et environnementaux communes.

## Histoire

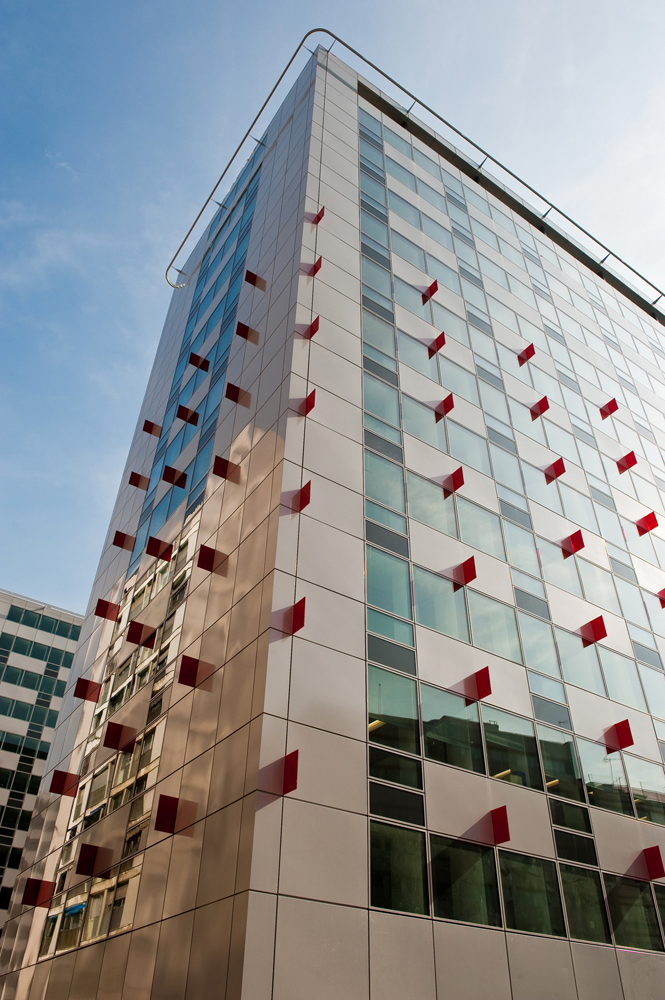
Le Carré Suffren, l'immeuble où se situe le siège de l’AIE.

Créée le 15 novembre 1974 à la suite du premier choc pétrolier, l'AIE est une organisation internationale destinée à faciliter la coordination des politiques énergétiques des États membres. Elle s'est tout d'abord donné pour but d'assurer la sécurité des approvisionnements énergétiques (pétrole principalement) afin de soutenir la croissance économique. Elle entend accomplir au XXIe siècle cet objectif, tout en contribuant à la protection de l'environnement, à la réflexion sur les changements climatiques et sur les réformes des marchés.
L'AIE étudie en détail tous les secteurs énergétiques sauf le domaine de la fission nucléaire, analysé par l'Agence pour l'énergie nucléaire de l'OCDE.
L'AIE est une agence autonome de l'Organisation de coopération et de développement économiques (OCDE), elle a son siège au Carré Suffren au 31-35 rue de la Fédération dans le 15e arrondissement de Paris et compte, en 2022, 31 États membres – tous les pays membres de l'OCDE à l'exception de cinq d'entre eux (Chili, Islande, Israël, Lettonie et Slovénie).
La mission originelle de l'AIE est la gestion coordonnée des réserves stratégiques de pétrole de ses États membres et de leur utilisation en cas de ruptures physiques d'approvisionnement en pétrole brut ou produits pétroliers. Ce fut le cas notamment à la suite des dégâts occasionnés par l'ouragan Katrina.
Au XXIe siècle, elle publie mensuellement une prévision de demande mondiale de pétrole. Par exemple, en avril 2009, elle prévoyait qu'il se consommerait en moyenne 83,4 millions de barils de pétrole par jour (mbj) pendant l'année 2009.
Le peu d'engagement de l'Agence internationale de l'énergie en matière d'énergies renouvelables (elle n'allouait en 2009 que 2 % de son budget aux énergies renouvelables) a conduit à la création de l'Agence internationale pour les énergies renouvelables (IRENA) en 2009 dont 136 États sont aujourd'hui membres.
Depuis cette époque, la situation a considérablement évolué : l'AIE a créé sa Division énergie renouvelable (Renewable Energy Division) qui publie chaque année un rapport sur le marché à moyen terme de l'énergie renouvelable (Medium-Term Renewable Energy Market Report) et collabore avec l'IRENA sous la forme d'une base de données sur les politiques et mesures en vigueur dans les différents pays du monde en matière d'énergie renouvelable.
A l'occasion de son cinquantième anniversaire en février 2024, la presse souligne la transformation profonde qu'a connue l'AIE en dix ans sous la direction de Fatih Birol : elle est « devenue une référence pour définir la meilleure façon de limiter le réchauffement climatique ». Fatih Birol s'est fait beaucoup d'ennemis en déclarant en 2021 que le monde n'avait plus besoin de nouveaux projets d'extraction d'hydrocarbures.

## Organisation
L'Agence internationale de l'énergie est composée d'un Conseil de direction (hauts fonctionnaires chargés de l’énergie envoyés par les différents pays membres) qui se réunit périodiquement et d'un Secrétariat (effectif permanent de spécialistes des questions énergétiques) placé sous l'autorité d'un Directeur exécutif. Le Conseil de direction nomme le Directeur exécutif (actuellement : Fatih Birol, précédent : Maria van der Hoeven).

### Liste des directeurs exécutifs
- 2003-2007 : Claude Mandil
- 2007-2011 : Nobuo Tanaka (en)
- 2011-2015 : Maria van der Hoeven
- Depuis 2015 : Fatih Birol

## RapportsWorld Energy Outlook

### 2009
Dans le WEO 2009, l'organisation appelle à un « New Deal des énergies propres ». Elle prévoit deux scénarios. Soit on suit la tendance actuelle et alors le charbon, le pétrole et le gaz devraient satisfaire 80 % de la consommation en 2030 ce qui causerait des dégâts qu'elle qualifie d'irréparables. Soit, il est mis en place une politique d'amélioration de l'efficacité énergétique (économies d'énergie) et un développement de l'énergie éolienne, de l'énergie solaire, des agrocarburants, de l'énergie nucléaire et du captage-stockage du CO2. Dans ce second scénario, il serait possible de ramener les émissions de CO2 à 450 parties par million (ppm) l'objectif fixé en 2007 par le Groupe d'experts intergouvernemental sur l'évolution du climat des Nations unies. Dans ce dernier cas, les coûts seraient de 7 000 milliards d'euros sur vingt ans (4 700 dans les transports, 2 500 dans la construction et 1 700 dans l'électricité). Le rapport insiste pour que des décisions rapides soient prises et met en avant la sécurité de l'approvisionnement.

### 2010
Dans le rapport WEO 2010, l'Agence internationale de l'énergie évoque la notion de pic pétrolier à travers cette phrase : « Dans le Scénario « nouvelles politiques » [...] La production de pétrole brut se stabilise, plus ou moins, autour de 68-69 Mbbl/j (millions de barils par jour) à l'horizon 2020, mais ne retrouve jamais le niveau record de 70 Mbbl/j qu'elle a atteint en 2006 ». Cette phrase a été interprétée de la manière suivante : 2006 marque le début du déclin de la production de pétrole, le « pic pétrolier ». En réalité, c'est aussi la baisse de la demande adressée au pétrole et pas seulement un phénomène de rareté géologique qui expliquent que dans les scénarios de réduction des émissions de gaz à effet de serre, la production des pétroles conventionnels, et eux seuls, pourrait ne pas dépasser, à l'avenir, son niveau de 2006. La production totale de pétrole augmenterait jusqu'en 2025 dans tous les scénarios de l'AIE, et la seule production de pétroles conventionnels augmente dans au moins un des scénarios ce qui démontre a contrario que, du moins pour l'AIE, le pic de production pétrolière n'a pas déjà été dépassé.

## Pays membres

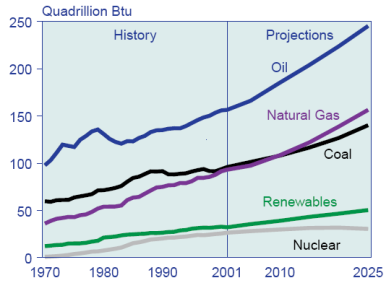
Courbes de répartition de la consommation mondiale d'énergie depuis 1970, extrapolées jusque 2025, selon l'Agence internationale de l'énergie, chiffres publiés en 2004.

- Allemagne
- Australie
- Autriche
- Belgique
- Canada
- Corée du Sud
- Danemark
- Espagne
- Estonie
- États-Unis
- Finlande
- France (depuis 1992)[1]
- Grèce
- Hongrie
- Irlande
- Italie
- Japon
- Lituanie
- Luxembourg
- Maroc
- Mexique
- Norvège[14]
- Nouvelle-Zélande
- Pays-Bas
- Pologne
- Portugal
- République tchèque
- Royaume-Uni
- Slovaquie
- Suède
- Suisse
- Turquie

## Critiques
Juste avant le lancement du WEO 2009, un « haut-responsable » (anonyme) de l'AIE, cité par le quotidien britannique The Guardian, a affirmé que l'institution internationale minimiserait délibérément le danger d'une pénurie de pétrole pour ne pas créer un mouvement de panique : « Beaucoup au sein de l'organisation estiment que même parvenir à un niveau de production de 90 ou 95 millions de barils par jour serait impossible, mais on craint des mouvements de panique sur les marchés financiers si les chiffres sont baissés. »
Selon l’Agence France-Presse, une seconde source non identifiée au sein de l'AIE a indiqué en 2009 qu'une de ses règles fondamentales est de « ne pas irriter les Américains » mais qu'en fait il n'y aurait pas autant de pétrole dans le monde que ce que l'Agence affirme. « Nous avons atteint le point le plus haut en ce qui concerne le pétrole. Je pense que la situation est vraiment mauvaise », a-t-il affirmé.